# Xã Hamerly, Quận Renville, Bắc Dakota
Xã Hamerly (tiếng Anh: Hamerly Township) là một xã thuộc quận Renville, tiểu bang Bắc Dakota, Hoa Kỳ. Năm 2010, dân số của xã này là 25 người.